# Zdzisław Bieńkowski
Zdzisław Bieńkowski  (ur. 1 stycznia 1929 w Łodzi, zm. 3 lutego 2015) – polski inżynier, krótkofalowiec, działacz Polskiego Związku Krótkofalowców,  delegat na konferencje International Amateur Radio Union.

## Życiorys
Wychował się i dorastał w Łodzi. W czasie okupacji niemieckiej,  w latach1944–1945  był gońcem w Hurtowni Ziemniaczanej w Łodzi, zajmował się także  prowadzeniem nasłuchów audycji radiowych Londynu i przekazywaniem wiadomości do organizacji Polskiego Ruchu Oporu. W 1948 rozpoczął studia na Politechnice Łódzkiej w specjalności budowy maszyn i urządzeń elektrycznych. W czasie studiów  był organizatorem Klubu Krótkofalowców przy uczelni, rok później został Sekretarzem Oddziału Łódzkiego Zarządu PAK.  W 1949 pełnił funkcję Sekretarza Zarządu Oddziału Łódzkiego Polskiego Związku Krótkofalowców (PZK). W 1950 roku został  prezesem Zarządu Okręgowego PZK w Łodzi i delegatem na Krajowy Zjazd PZK. Był  także członkiem Zarządu Grodzkiego   Ligi Przyjaciół  Żołnierza w Łodzi, a także  opiekunem sekcji łączności i Radio Klubu w Łodzi. W czasie Wyścigów Pokoju był organizatorem i koordynatorem sieci łączności radiowej ze Strażą Pożarną w czasie zabezpieczenia tras rajdu.

### Praca Zawodowa
W 1952 roku ukończył Politechnikę Łódzką. W czasie ostatnich dwóch lat studiów był asystentem na katedrze miernictwa elektrycznego.  Po ukończeniu studiów  podjął pracę w Wytwórni Prostowników Rtęciowych „Katoda” w Łodzi na stanowisku Kierownika Kontroli Technicznej. W 1954 r przeniósł się do fabryki urządzeń elektroenergetycznych Dolmel we Wrocławiu, gdzie otrzymał stanowisko kierownika  produkcji. W latach 1965–1969 podjął pracę  na stanowisku Głównego Inżyniera  w Karkonoskich Zakładach Maszyn Elektrycznych „Karelma” w Piechowicach. W 1969 zostaje Głównym Inżynierem w Wytwórni Części Zamiennych dla Przemysłu Włókienniczego.
W latach 1975–1982  był dyrektorem Zespołu Szkół Zawodowych w Piechowicach. W latach 1977–1982 był wykładowcą elektroniki w filii Politechniki Wrocławskiej w Jeleniej Górze.

### Krótkofalarstwo
W 1951 roku został Kierownikiem Gabinetu Radiowego w Młodzieżowym Domu Kultury, wtedy  zdał egzamin na świadectwo radiooperatora, w następnym roku otrzymał  licencję radiooperatora służby amatorskiej,  przydzielono mu znak wywoławczy SP7LB. Pierwsze łączności  przeprowadził pod swoim znakiem wywoławczym SP7LB w paśmie 20 metrów z krótkofalowcami z  USA. W latach 1955–57 był przewodniczącym Naczelnej Rady Radio Klubów. W 1957 r. brał udział w Zjeździe Krajowym reaktywującym organizację Polski Związek Krótkofalowców oraz reaktywował Łódzki Oddział PZK. W tym samym roku wraz z krótkofalowcem SP5FM założył  Polski Klub UKF.  Był delegatem na kolejny Zjazd PZK w 1958 roku i został członkiem Komisji Radiowej  przy CZRT powołanej przez Ministra Łączności dla spraw organizacji krótkofalarstwa w Polsce. Jako pierwszy w Polsce (1977r.) wykonał  łączność w paśmie 1296MHz z krótkofalowcem z Czech.
W 1978 roku napisał książkę „Amatorskie Anteny KF i UKF” wydaną przez Wydawnictwa Komunikacji i Łączności. W tym też roku  na podstawie anteny UKF typu Antena Yagi opracowanej przez Lecha Stasierskiego (SP6ABH), opracował anteny UKF (pasma 2m oraz 70cm) w której wprowadził własne zmiany konstrukcyjne, opracował  dokumentację technologiczną anten i doprowadził do wyprodukowania 1500 sztuk anten które zakupili krótkofalowcy. Anteny te krótkofalowcy nazywali anteną SP6LB. 
Współpracował z Zarządem Krajowym Państwowej Agencji Radiokomunikacyjnej (PAR) w zakresie komunikacji radiowej Packet Radio, Polska Agencja Radiowa wyznaczyła go także na koordynatora ds. amatorskich przemienników  UKF (analogowych) (1988). Zdzisław Bieńkowski posiadał szeroką wiedzę na temat techniki radiowej oraz władał kilkoma językami obcymi, jako członek Polskiego Związku Krótkofalowców był delegatem na międzynarodowych konferencjach radioamatorskich, np. uczestniczył w wielu konferencjach I regionu International Amateur Radio Union (IARU) w Tel Avivie (1996), w Wiedniu (1995), Lillehammer (1999),  San Marino (2002), Davos (2005), reprezentował Polski Związek  Krótkofalowców na Ham Radio w Friedrichshafen (2001).
Zarząd Krajowy  Polskiej Agencji Radiokomunikacyjnej powołał Bieńkowskiego na koordynatora ds. przemienników amatorskich (1988). 
Był inicjatorem i współzałożycielem  „Sudeckiego Oddziału Terenowego” PZK  (OT13) , w 1993r Bieńkowski został wybrany pierwszym  prezesem Sudeckiego Oddziału Terenowego  (pełnił tę funkcję do 2006).
Oprócz działalności społecznej brał udział w zawodach radioamatorskich, głównie na UKF-ie także w ramach wypraw na pobliskie góry, także w łącznościach emisjami cyfrowymi. Współpracował z redakcjami czasopism: Radioamator, Krótkofalowiec Polski, Świat Radio, publikując w nich artykuły dotyczące anten, łączności UKF, przemienników. 
Zdzisław Bieńkowski zmarł w wieku 85 lat po długiej chorobie  3 lutego 2015r, pochowany został na cmentarzu  Świętej Rodziny we Wrocławiu.

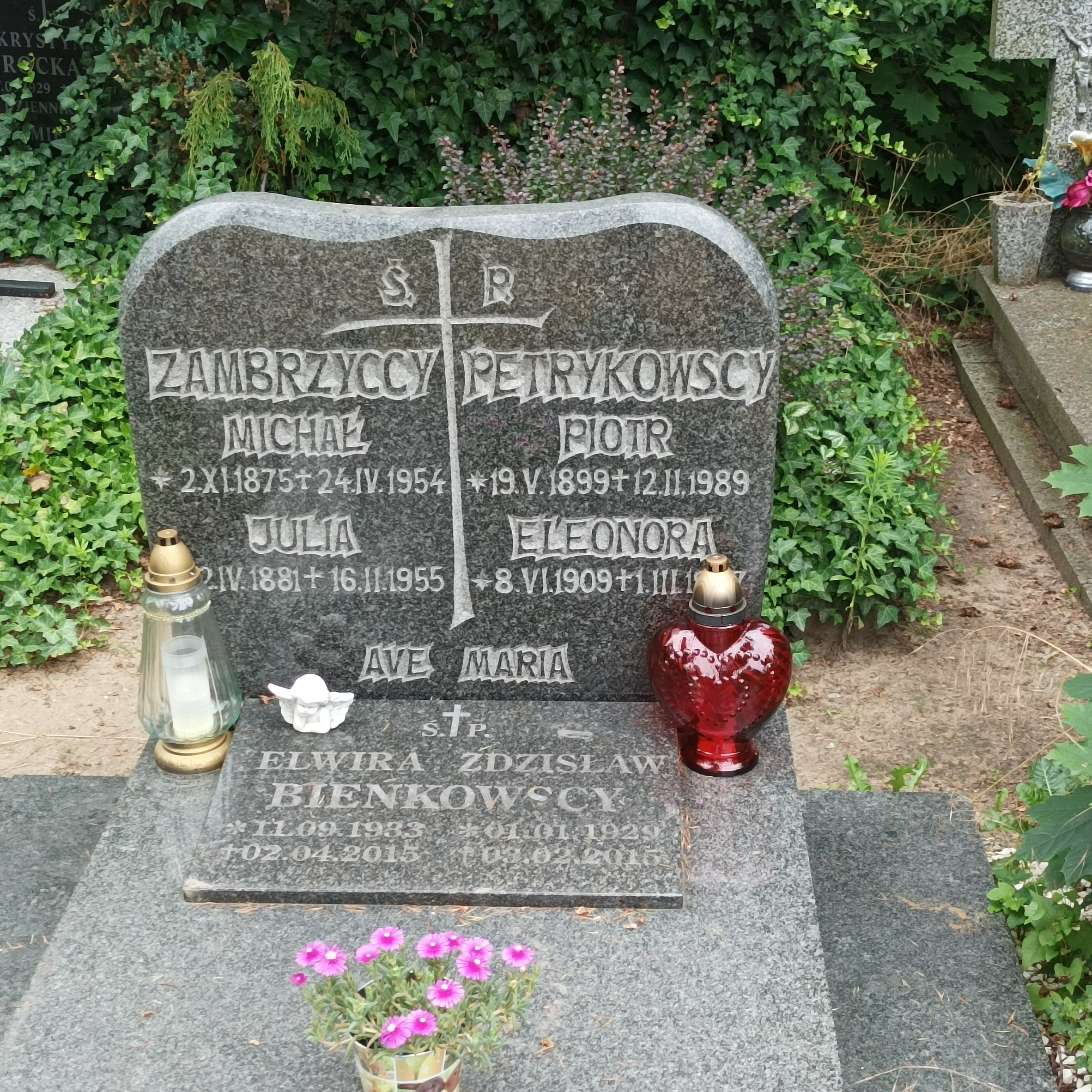
Grób Zdzisława Bieńkowskiego na Cmentarzu Świętej Rodziny we Wrocławiu

## Upamiętnienie

### Znak wywoławczy SP6LB
Staraniem Polskiego Klub UKF  znak wywoławczy SP6LB  Zdzisława Bieńkowskiego został przydzielony przez UKE radiostacji klubowej PK UKF. 
Znak SP6LB będzie używany przez radiostację klubową w czasie łączności:  zawodów krótkofalarskich, ważnych wydarzeń klubu tj. spotkań, zjazdów, konferencji.  

### Nagroda im. Zdzisława Bieńkowskiego SP6LB
Organizacja  Polski Klub UKF  dla upamiętnienia  Zdzisława Bieńkowskiego  w 2016r. ustanowił nagrodę im. Zdzisława Bieńkowskiego SP6LB. Kapituła Nagrody corocznie przyznaje Nagrodę  im. Zdzisława Bieńkowskiego SP6LB, wyróżnienie  przyznawane jest osobom ze środowisk krótkofalarskich oraz z organizacji i instytucji działających na rzecz rozwoju polskiego ruchu ultrakrótkofalowego.

### Zawody im. Zdzisława Bieńkowskiego SP6LB
Od 2021 roku w każdy pierwszy weekend sierpnia Stowarzyszenie Polski Klub UKF organizuje Zawody Letnie im. SP6LB.  Zawody polegają na przeprowadzeniu  łączności w pasmach UKF, tj. 28, 50, 70, 144 i 432MHz.

## Książki
- „Amatorskie Anteny KF i UKF” (1978), współautorzy Zdzisław Bieńkowski, Edmund Lipiński
- „Poradnik Ultra Krótkofalowca” (1988)

## Odznaczenia, wyróżnienia
- Krzyż Kawalerski Odrodzenia Polski (1985)
- Honorowy Członek PZK (2008, odznaka nr. 35)
- Złota Odznaka Honorowa PZK (2002)